# 中西達也
中西 達也（なかにし たつや、1969年12月13日 - ）とは、地方競馬の高知競馬場所属の元騎手、現調教師である。
多くの地元重賞に勝利するなど活躍し、高知競馬場の人気騎手であった。地方競馬教養センターの同期として西川敏弘、吉田稔、東川公則、嬉勝則がおり、親密な関係にある。

## 来歴

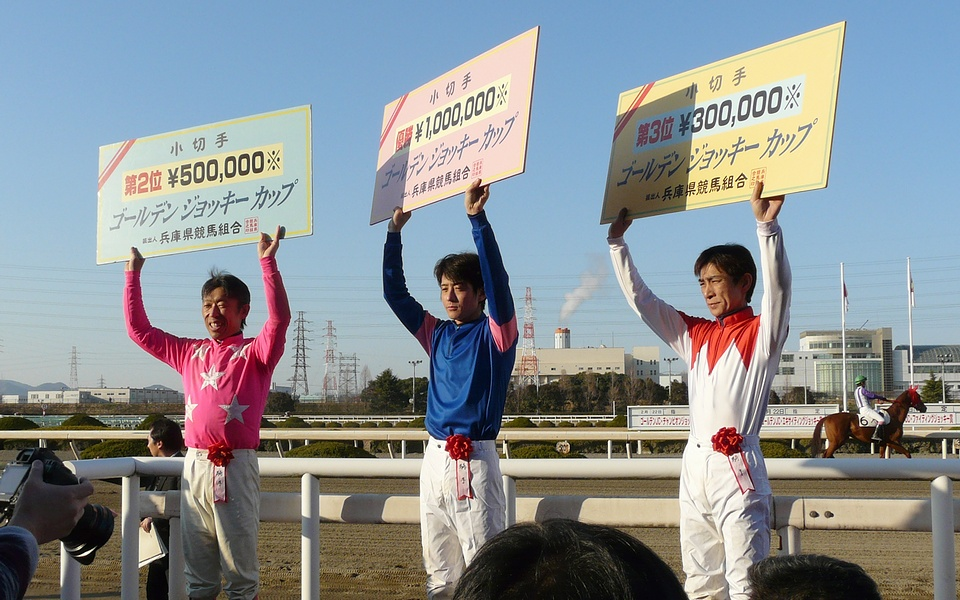
園田競馬遠征時（中央が中西）

1987年4月4日、中津競馬場にてスネークシヤトー号に騎乗してデビュー。その後厩舎の解散に伴って1997年に高知競馬場へ移籍し、炭田厩舎に所属。
2006年7月9日、中央競馬に初めて遠征し、プロキオンステークスを含む3レースに騎乗。
2009年、グランシングに騎乗し高知競馬の三冠を達成する。
2010年10月23日、高知競馬第11競走にてパブリッシャー号に騎乗し、地方競馬通算2000勝を達成する。
2011年2月22日、園田競馬場で行われた第19回ゴールデンジョッキーカップにて1着、5着、3着という成績を収め優勝を果たす。
2016年4月24日第2回高知競馬1日目第6競走C3-9組条件戦をサウスカントリーで優勝（11頭立て3番人気）し、18,085戦目で地方競馬通算2,500勝を達成した。
2017年7月、調教師試験に合格し同月をもって騎手を引退し調教師に転身した。
地方通算成績は18867戦2597勝・2着2535回・3着2524回・勝率13.8%・連対率27.2%。

## エピソード
- 競馬好きな母親（母子家庭）の影響を受け、中津競馬場の厩舎を訪問したことがきっかけで騎手を志した。
- 中津時代は厩舎の解散に伴って高知へ移籍したが、ほどなくして政治的な理由により中津競馬場自体が廃止されることになった。
- 容姿が優れていることもあり女性ファンが多い。一般的にはジョッキーズトークなどで橋口浩二から「（夜の）スナイパー」と呼ばれることが多い中、内田利雄には「高知の福山雅治」、井上オークスには「アーサー」[7]と呼ばれている。騎手引退直前のジョッキーズトークでは「『（夜の）スナイパー』は引退しました。これからは『夜の調教師』です」と語っていた。
- かなりのバイク好きであり、馬に乗らない日は欠かさずバイクに乗っている。
- 妻は、高知さんさんテレビのアナウンサー野村舞。

## 主な騎乗馬
- ローレルシルバー（1991年アラブ優駿、1992年アラブ新春賞）
- ニッカボーイ（1991年中津桜花賞）
- ヒゼンヤマト（1993年中津菊花賞、1994年アラブチャンピオン・アラブ大賞典）
- ソルトシェーカー（1995年中津大賞典・中津桜花賞・中津王冠）
- ワイエスダズル（1995年中津ダービー）
- ジョセツオー（1995年アラブチャンピオン）
- セラミツクボーイ（1996年アラブ新春賞）
- ニシケンセイホー（1996年アラブ大賞典）
- メイショウタイカン（1999年・2000年二十四万石賞・トレノ賞）
- デルタフォース（1999年南国梅花賞・南国桜花賞、2001年南国王冠・高知市長賞）
- ジョイフライト（2002年二十四万石賞）
- ミドリノオトメ（2002年高知優駿）
- ワイエスジュリアン（2003年黒潮皐月賞・高知優駿）
- アサヒミネルバ（2004年二十四万石賞）
- ムラサキシキブ（2004年黒潮菊花賞）
- シルバークロス（2005年高知県知事賞）
- ラインフォーク（2006年高知優駿）
- ファルコンパンチ（2007年南国王冠・高知市長賞）
- トサローラン（2008年建依別賞・高知県知事賞）
- セトノヒット（2009年ファイナルグランプリ・二十四万石賞・金杯）
- グランシング（2009年黒潮皐月賞・高知優駿・黒潮菊花賞）
- ゴッドセンド（2009年高知県知事賞）
- ナロウエスケープ（2010年黒潮皐月賞・黒潮菊花賞、2011年黒潮スプリンターズカップ）
- ブレーヴキャンター（2013年久松城賞）
- マチカネニホンバレ（2013年大高坂賞・御厨人窟賞）
- ニシノファスリエフ（2013年土佐春花賞・黒潮皐月賞）
- ニシケンメイピン（2014年黒潮皐月賞・高知優駿）
- マウンテンダイヤ（2015年珊瑚冠賞）
- ブラックビューティ（2015年金の鞍賞、2016年黒潮皐月賞）
- ニシノファイター（2016年福永洋一記念）
- フリビオン（2016年黒潮ジュニアチャンピオンシップ・金の鞍賞、2017年黒潮皐月賞・高知優駿）
- ヒロノカイザー（2017年トレノ賞）

## 主な管理馬
- フリビオン（2017年珊瑚冠賞、西日本ダービー、高知県知事賞）
- ヴァンヤンツリ（2017年黒潮ジュニアチャンピオンシップ、2018年黒潮皐月賞）
- アウトスタンディン（2018年黒潮菊花賞）
- アイアンブルー（2021年大高坂賞）